# Badri Patarkatsisjvili
Badri Patarkatsisjvili (Georgisch: ბადრი პატარკაციშვილი) (Tbilisi, 31 oktober 1955 - Londen, 12 februari 2008) was een Georgisch zakenman en filantroop. Hij was voorzitter van het Georgisch Olympisch Comité en van sportclub Dinamo Tbilisi en een goede vriend van de Russische oligarch Boris Berezovski. Patarkatsisjvili nam deel aan de Georgische presidentsverkiezingen van 5 januari 2008, waarin hij als derde eindigde met 7,1% van de stemmen.
Vijf weken na die verkiezingen overleed Patarkatsisjvili op 12 februari 2008 op 52-jarige leeftijd in zijn woning in Surrey in het Verenigd Koninkrijk aan hartfalen. Zijn plotselinge dood en de afwezigheid van een testament leidde tot een van de grootste onroerende zaak conflicten in de juridische geschiedenis, tussen zijn weduwe en Boris Berezovski. In oktober 2018 beschuldigden Georgische aanklagers de voormalige Georgische president Micheil Saakasjvili ervan opdracht te hebben geven tot de moord op Patarkatsisjvili. De twee hadden een langlopend politiek conflict.